# Diocesi di Ita
La diocesi di Ita (in latino: Dioecesis Itensis) è una sede soppressa e sede titolare della Chiesa cattolica.

## Storia
Ita, nell'odierna Algeria, è un'antica sede episcopale della provincia romana della Mauritania Cesariense.
Unico vescovo conosciuto di questa diocesi africana è Lucio, il cui nome appare al 5º posto nella lista dei vescovi della Mauritania Cesariense convocati a Cartagine dal re vandalo Unerico nel 484; Lucio, come tutti gli altri vescovi cattolici africani, fu condannato all'esilio.
Dal 1933 Ita è annoverata tra le sedi vescovili titolari della Chiesa cattolica; dal 7 settembre 2024 il vescovo titolare è Mario Salas Becerra, O. de M., vescovo ausiliare di Valparaíso.

## Cronotassi

### Vescovi residenti
- Lucio † (menzionato nel 484)

### Vescovi titolari
- Tadeusz Stanisław Szwagrzyk † (3 novembre 1964 - 7 dicembre 1992 deceduto)
- James Anthony Tamayo (26 gennaio 1993 - 3 luglio 2000 nominato vescovo di Laredo)
- Pedro Luiz Stringhini (3 gennaio 2001 - 30 dicembre 2009 nominato vescovo di Franca)
- Gabriel Edoe Kumordji, S.V.D. (19 gennaio 2010 - 16 marzo 2017 nominato vescovo di Keta-Akatsi)
- Jorge Eduardo Scheinig (18 maggio 2017 - 4 ottobre 2019 nominato arcivescovo di Mercedes-Luján)
- Dilmo Franco de Campos † (27 novembre 2019 - 1º agosto 2024 deceduto)
- Mario Salas Becerra, O. de M., dal 7 settembre 2024